# John Newcombe

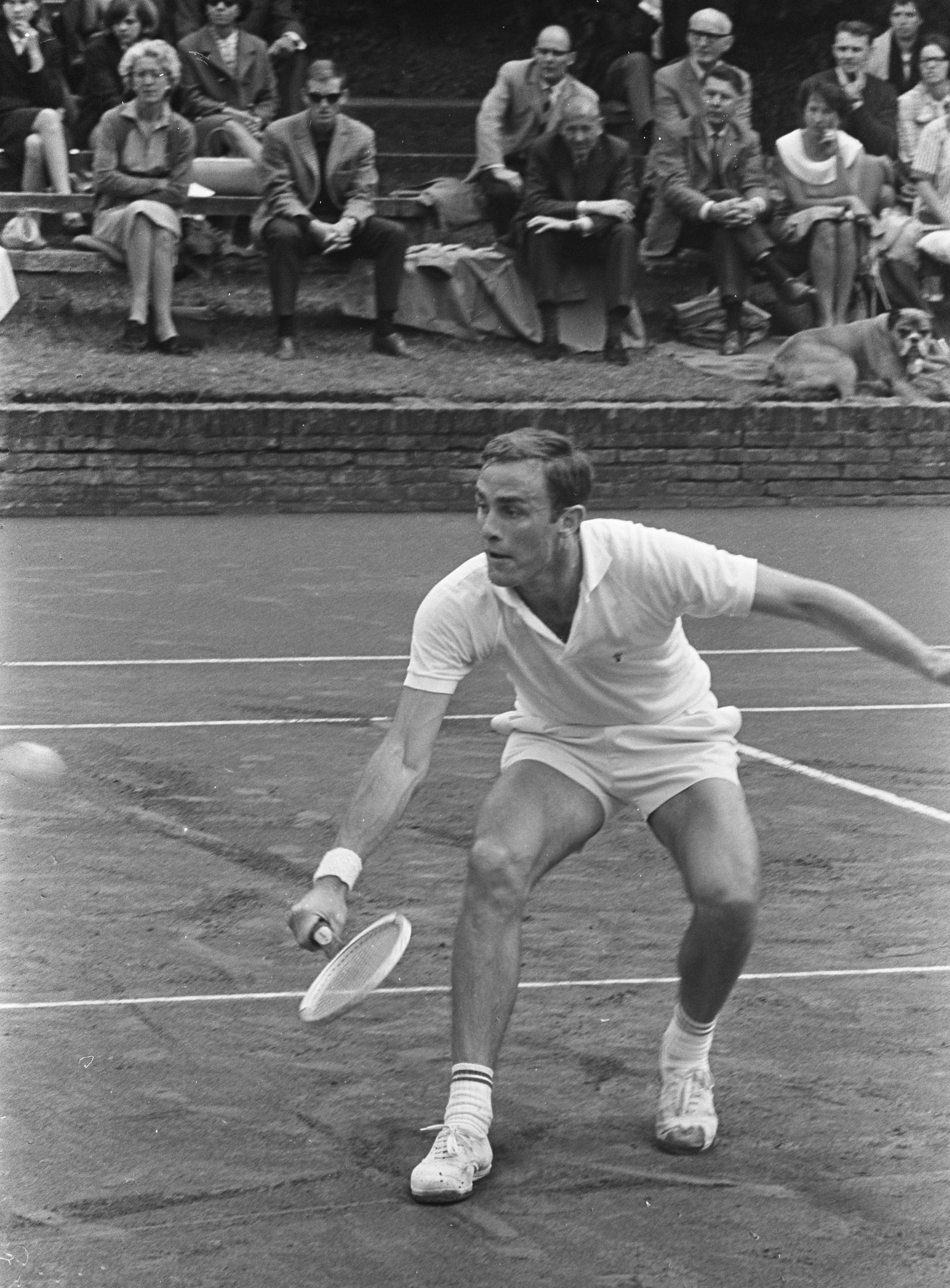
John Newcombe

John David Newcombe, född 23 maj 1944 i Sydney, New South Wales, är en australisk högerhänt tidigare professionell tennisspelare som rankats som världsetta i både singel och dubbel. Newcombe upptogs 1986 tillsammans med sin dubbelpartner Tony Roche i International Tennis Hall of Fame. 
John Newcombe är en av de framgångsrika tennisspelare från Australien som under den legendariske "instruktören" Harry Hopmans ledning utvecklades till en av spelets giganter. Under sin karriär tog Newcombe sju singel- och 19 dubbel/mixeddubbeltitlar i Grand Slam-turneringar. Han rankades som världsetta i singel bland amatörer 1967. Han blev proffs året därpå (1968), kontrakterad för spel på den nybildade WCT-touren. Som proffs var han rankad världsetta 1970, 1971, 1973 och 1974. Han rankades också som nummer ett i dubbel under en period.

## Tenniskarriären
Newcombe vann sin första singeltitel i en GS-turnering 1967 i Wimbledonmästerskapen genom finalseger över den tyske spelaren Wilhelm Bungert. Senare på året vann han också Amerikanska mästerskapen över amerikanen Clark Graebner. Han hade dock redan säsongen innan, 1966, varit i final i Amerikanska mästerskapen, men förlorade då mot landsmannen Fred Stolle. Newcombe vann Wimbledontiteln också 1970 (finalbesegrade Ken Rosewall över fem set) och 1971 (finalbesegrade Stan Smith över fem set).
Som kontrakterad professionell World Championship Tennis (WCT)-spelare var han 1972 på grund av en akut konflikt med Internationella tennisförbundet (ITF, se mer om detta i den artikeln) inte tillåten att spela i Wimbledon för att försvara sin titel. Året därpå, 1973, bojkottade han och flera andra proffs turneringen på grund av ytterligare en konflikt med ITF. Istället vann Newcombe 1973 singeltitlarna i Australiska öppna (finalbesegrade Onny Parun) och US Open (finalbesegrade Jan Kodeš). Sin sista singeltitel i en GS-turnering vann han 1975 i Australiska öppna genom finalvinst över Jimmy Connors med siffrorna 7-5, 3-6, 6-4, 7-5. Newcombe blev 1969 segrare i Italienska öppna grusmästerskapen i Rom. 
John Newcombe tillsammans med landsmannen Tony Roche utgjorde ett mycket effektivt och framgångsrikt dubbelpar. De vann totalt 12 dubbeltitlar, varav fem i Wimbledon.
Som professionell spelare deltog Newcombe vid flera tillfällen i de professionella tennismästerskapen (Wembley World Pro, US Pro och French Pro) och var fem gånger i final 1968 och 1969. Dessa förlorade han dock mot Rod Laver (två gånger i Wembley) och Ken Rosewall.
Newcombe tillhörde det Davis Cup-lag som 1964-67 och 1973 vann cupen åt Australien. I finalen 1973 spelade Newcombe och Rod Laver singelmatcherna mot amerikanerna Stan Smith och Erik van Dillen. Amerikanerna var chanslösa och förlorade med 0-5 i matcher mot det australiska laget, som ansetts vara det bästa som någonsin spelat i Davis Cup-sammanhang. Newcombe var från 1995 kapten för det australiska Davis Cup-laget. År 1999 ledde han laget till cup-seger.

## Spelaren och personen
John Newcombe började intressera sig för tennis först som tonåring, efter att ha prövat ett flertal andra idrotter. Han uppmärksammades dock snart på grund av sin talang och kom, likt många andra framstående tennisspelare, att tränas av Harry Hopman. Newcombe utvecklades till en obeveklig och metodisk attackspelare, som spelade "ren" tennis utan obehövliga finesser. Han spelade helst "serve-forehand-volley-spel", ett spel som är bäst lämpat för gräsbanor. Han vann heller inte någon singeltitel i Franska öppna, som spelas på långsammare grusunderlag. Hans serve anses ha varit den bästa för sin tid, och han hade förmåga att ibland slå otagbara serveess även med sin andraserve. Newcombe har litet skämtsamt sagt att "en tennisspelare är bara så bra som sin andraserve och första volley". Mot slutet av sin karriär drabbades Newcombe av en besvärande arm- och skulderskada. 
År 1976 blev Newcombe president för ATP.
Newcombe är sedan 1975 gift med den förra tennisspelaren, tyskan Angelika Pfannenburg. Paret har tre barn. Sedan mitten av 1970-talet är familjen bosatt på en ranch i södra Texas, USA. Där driver han en "tennisranch" (John Newcombe Tennis Academy). Anläggningen har i dag 28 tennisbanor, konferenscenter med mera. Bland umgängesvännerna märks USA:s tidigare presidenter George Bush och George W Bush.

## Titlar iGrand Slam-turneringar

### Grand Slam-titlar, singel (7)
```
 
År Mästerskap Finalmotståndare Setsiffror

1967   
Wimbledon
                
Wilhelm Bungert
             6-2, 6-1, 6-1 
1967   
Amerikanska mästerskapen
 
Clark Graebner
              6-4, 6-4, 8-6 

Open Era

1970   Wimbledon                
Ken Rosewall
                5-7, 6-3, 6-3, 3-6, 6-1   
1971   Wimbledon                
Stan Smith
                  6-3, 5-7, 2-6, 6-4, 6-4 
1973   
Australiska öppna
        
Onny Parun
                  6-3, 6-7, 7-5, 6-1 
1973   
US Open
                  
Jan Kodeš
                   6-4, 1-6, 4-6, 6-2, 6-3 
1975   Australiska öppna        
Jimmy Connors
               7-5, 3-6, 6-4, 7-5
```

### Övriga Grand Slam-titlar
(Observera att turneringarna blev "öppna" först från säsongen 1968)
- Australiska öppna
  - Dubbel - 1965, 1967, 1971, 1973, 1976, 1977
- Franska öppna
  - Dubbel - 1967, 1969, 1973
- Wimbledonmästerskapen
  - Dubbel - 1965, 1966, 1968, 1969, 1970, 1974
- US Open
  - Dubbel - 1967, 1971, 1973
  - Mixed dubbel - 1964